# Samsung Galaxy S20
Samsung Galaxy S20 — линейка смартфонов на базе Android, разработанных, продаваемых и производимых компанией Samsung Electronics в рамках своей серии Galaxy S, представленная 11 февраля 2020 года.
Линейка S20 состоит из флагманских моделей Galaxy S20 и Galaxy S20+, отличающихся главным образом размером экрана, а также моделью с фокусом камеры, Galaxy S20 Ultra. Основные улучшения по сравнению с предыдущей моделью, в дополнение к улучшенным спецификациям, включают дисплей с частотой обновления 120 Гц, улучшенную систему камер, поддерживающую запись видео 8K, и зум (англ. zoom) с супер-разрешением 30–100× в зависимости от модели.

## Технические данные
Спереди Galaxy S20, S20+ и S20 Ultra имеют практически такой же внешний вид, как S10 и S10+, за исключением нового метода размещения фронтальных камер, а также основных камер, находящихся на тыльной стороне устройства.
Вся новая линейка Galaxy S смартфонов получила дисплей Dynamic AMOLED с одинаковыми разрешениями — 1440x3200 пикселей. Соотношение сторон у всех моделей — 20:9. Диагональ экрана S20 — 6,2 дюйма, S20+ — 6,7 дюйма и S20 Ultra — 6,9 дюйма. Смартфоны имеют одинаковую версию защитного стекла: Gorilla Glass 6.
Модель S20 и S20+ получили по 8/12 ГБ оперативной памяти, S20 Ultra — 12/16 ГБ. Все устройства имеют разный объём памяти и всего их четыре версии по объёму внутренней памяти: 128, 256, 512 ГБ, а также рекордный для компании объём в 1 ТБ. Смартфоны также поддерживают карты памяти microSD объёмом до 512 ГБ.
Ёмкость аккумуляторов в устройствах также увеличилась. S20 получил аккумулятор на 4000 мА·ч, S20+ — 4500 мА·ч и S20 Ultra: 5000 мА·ч. На момент представления данных устройств, это самая большая ёмкость аккумулятора за всю историю линейки Samsung Galaxy S.
Также, это первая линейка, которая впервые не имеет 3,5-мм разъём для наушников. Samsung отказалась от неё в связи с влиянием будущих технологий.
Задние камеры всех моделей снова подверглись улучшениям, особенно это заметно в случае с Galaxy S20 Ultra. Он получил модуль из 4 камер, одна из которых способна увеличить изображение при съёмке в 100 раз. Вместе же модули выдают изображение с разрешением в 108 Мп и способны также снимать видео с разрешением 8К.
Из коробки Samsung Galaxy S20, S20+ и S20 Ultra работают под управлением операционной системы Android 10 с оболочкой One UI 2. Обновился с оболочкой One UI 2.5.
А также в декабре обновился операционной системы Android 11 с оболочкой One UI 3. А в феврале с оболочкой One UI 3.1.

## Известные проблемы
Еще до выхода общего релиза обозреватели сталкивались с проблемами автофокуса и сглаживания кожи с камерами, особенно с Galaxy S20 Ultra. Samsung работает над исправлением, но модель Exynos продолжает испытывать проблемы с автофокусом после обновления, которое должно было их исправить.
Пользователи сообщают, что версия Snapdragon имеет проблемы с захватом сигнала GPS (может занимать до 10-15 минут) и точностью позиционирования.
Модель Exynos имеет проблемы с нагревом. Она также страдает от проблем с зеленым оттенком дисплея после обновления программного обеспечения.
Сообщалось, что стекло камеры трескается самопроизвольно, особенно в версии Ultra.

## Samsung Galaxy S20 Fan Edition (FE)
В сентябре 2020 года Samsung анонсировала Galaxy S20 Fan Edition как менее дорогую версию с теми же чипсетами. Основные особенности S20 FE включают плоский 6,5-дюймовый Super AMOLED 1080p 120 Гц с поддержкой HDR10 +, 6 или 8 ГБ ОЗУ и 128 или 256 ГБ расширяемой внутренней памяти, аккумулятор на 4500 мАч, проводную зарядку 25 Вт и беспроводную зарядку 15 Вт, шесть вариантов цвета задней крышки из поликарбоната, и система с тремя камерами, аналогичная S20. Отсутствует поддержка записи видео 8K.